# Ramires
Ramires, mit vollem Namen Ramires Santos do Nascimento (* 24. März 1987 in Barra do Piraí), ist ein ehemaliger brasilianischer Fußballspieler. Er spielte bevorzugt im Mittelfeld und stand zuletzt beim brasilianischen Klub Palmeiras São Paulo unter Vertrag.

## Karriere

### Verein
Ramires begann seine Karriere in der Jugend von Joinville EC. 2006 rückte er in die erste Mannschaft seines Clubs auf, bei der er zu seinen ersten Einsätzen im Männerbereich kam. Im Januar des Folgejahres wechselte er auf Leihbasis zu Cruzeiro Belo Horizonte und wurde am Ende der Leihe von Cruzeiro verpflichtet. Im zweiten Jahr machte der Mittelfeldspieler europäische Teams auf sich aufmerksam. Am 21. Mai 2009 unterschrieb Ramires bei Benfica Lissabon einen Fünfjahresvertrag. Auf Anhieb wurde er Stammspieler.
Sein Debüt in der SuperLiga gab Ramires am zweiten Spieltag der Saison 2009/10 gegen Vitória Guimarães am 23. August 2009. Dabei bot ihn Trainer Jorge Jesus in der Startaufstellung auf. Kurz vor Ende der Partie erzielte der Offensivspieler den einzigen Treffer des Tages zum 1:0-Auswärtssieg. In den kommenden vier Ligabegegnungen erzielte er drei weitere Tore. Erstmals spielte Ramires in dieser Spielzeit auch in der UEFA Europa League, in der Benfica im Viertelfinale am FC Liverpool scheiterte.
Am 4. August 2010 wechselte Ramires für rund 17 Millionen Pfund zum FC Chelsea in die englische Premier League. Mit dem FC Chelsea wurde er englischer Meister sowie Champions- und Europa-League-Sieger.
Am 27. Januar 2016 wechselte Ramires für eine Ablösesumme von 32 Millionen Euro in die Chinese Super League zu Jiangsu Suning. Nachdem Ramires sein letztes Spiel im Mai 2018 für Jiangsu Suning bestritten hatte, verließ er den Klub nach auslaufen seines Vertrages Ende Mai 2019. Er kehrte nach Brasilien zurück und unterzeichnete im Juni einen Kontrakt über vier Jahre bei Palmeiras São Paulo. 2020 beendete er bei dem Klub seine aktive Laufbahn.

### Nationalmannschaft

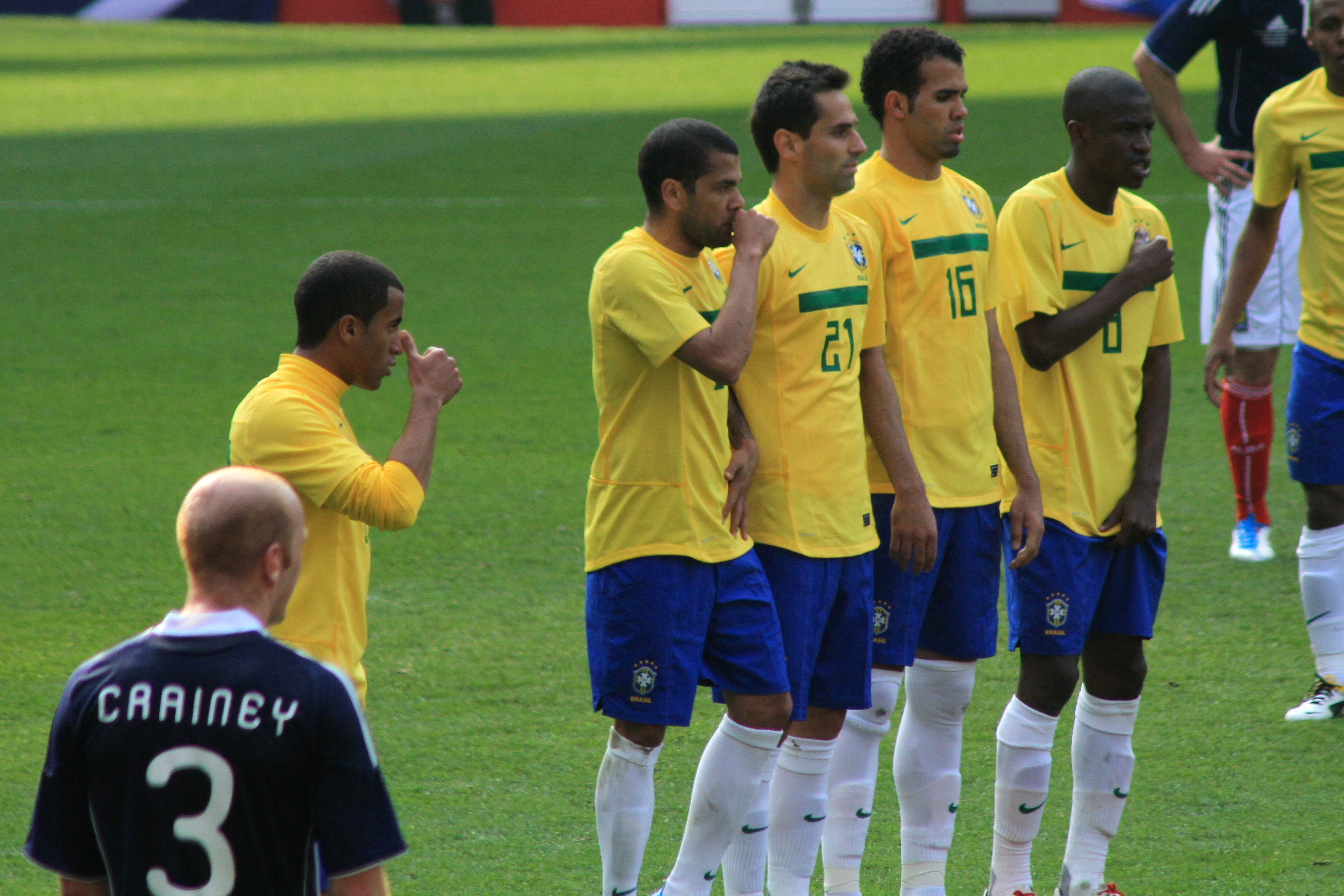
Ramires (ganz rechts) 2011

Am 21. Juli 2008 nahm Ramires an dem olympischen Fußballturnier teil. Mit seinem Team gewann er die Bronzemedaille. Am 21. Mai 2009 wurde er für die WM-Qualifikation und für den Konföderationen-Pokal 2009 zum ersten Mal in die brasilianische Auswahl berufen. Sein erstes Länderspiel bestritt er am 6. Juni 2009 in der WM-Qualifikation gegen Uruguay. Trainer Carlos Dunga wechselte ihn in der 66. Minute für Elano ein. Den anschließenden Konföderationen-Pokal gewann die Mannschaft durch einen 3:2-Sieg über die USA; Ramires kam während des Turniers in allen fünf Partien zum Einsatz.
Im Mai 2010 wurde Ramires von Dunga in den Kader für die Weltmeisterschaft in Südafrika berufen. Seine ersten beiden Tore schoss er 2010 in der WM-Vorbereitung beim 5:1 gegen Tansania, nachdem er zur Halbzeit eingewechselt worden war. Während der Weltmeisterschafts-Endrunde kam Ramires zu vier von fünf möglichen Einsätzen, davon drei als Einwechselspieler. Nachdem er in der Gruppenphase nur zu Kurzeinsätzen gekommen war, stellte ihn Trainer Dunga für die Achtelfinalepartie gegen Chile in die Startaufstellung. Für das Viertelfinalespiel gegen die Niederlande war Ramires gesperrt; sein Team verlor mit 1:2 schied aus dem Turnier aus. Nach der für die brasilianische Nationalmannschaft enttäuschend verlaufenden WM wurde Ramires unter Neu-Trainer Mano Menezes Bestandteil zum Neuaufbau der Seleção. Im Sommer 2011 wurde er für die Copa América in Argentinien nominiert.
Am 8. Mai 2014 wurde er vom brasilianischen Nationaltrainer Luiz Felipe Scolari in den Kader der brasilianischen Fußballnationalmannschaft für die Weltmeisterschaft 2014 berufen. Dort wurde er in allen sechs Spielen der brasilianischen Mannschaft eingesetzt (fünf Einwechslungen und eine Auswechslung).

## Erfolge
Nationalmannschaft
- FIFA Konföderationen-Pokal: 2009
- Weltmeisterschafts-Vierter: 2014
- Bronzemedaille beim olympischen Fußballturnier: 2008

Joinville EC
- Vizestaatsmeister von Santa Catarina: 2006

Cruzeiro EC
- Staatsmeister von Minas Gerais: 2008, 2009

Benfica Lissabon
- Portugiesische Meisterschaft: 2010
- Taça da Liga: 2010

FC Chelsea
- FA Cup: 2012
- Englischer Ligapokal: 2015
- UEFA Champions League: 2012
- UEFA Europa League: 2013
- Englischer Meister: 2015